# Phormictopus australis
Phormictopus australis é uma espécie de aranha pertencente à família Theraphosidae (tarântulas).